# Jean Mouton
Jean Mouton (1459 - 30 de octubre de 1522) fue un compositor francés del renacimiento. Fue famoso por sus motetes, que se encuentran entre los más refinados de la época, y por ser el maestro de Adrian Willaert, uno de los fundadores de la escuela veneciana.

## Vida
Nació en 1459 o bien antes, pero los registros de sus primeras etapas de la vida, como ocurre a menudo con los compositores del Renacimiento, son escasos. Lo más probable es que fue de la aldea de Holluigue (ahora Haut-Wignes), cerca de Boulogne-sur-Mer. Probablemente comenzó su primer trabajo, cantante y profesor de la colegiata de Nesle (sureste de Amiens), en 1477, y en 1483 se hizo maître de chapelle allí.
Alrededor de este tiempo se convirtió en un sacerdote, y en 1500 estuvo a cargo de un coro de niños en la catedral de Amiens. En 1501 estuvo en Grenoble, enseñando a niños de coro, pero al año siguiente lo dejó, probablemente por la entrada en funciones de la reina Ana de Bretaña, y en 1509 se le concedió de nuevo una posición en Grenoble que pudo celebrar en rebeldía. Mouton fue el principal compositor de la corte francesa. Para el resto de su vida fue empleado por el tribunal francés de una forma u otra, a menudo escribiendo música para las bodas, coronaciones, las elecciones papales, los nacimientos y las defunciones.
Mouton compuso un motete, Christus vincit, para la elección de León X como papa en 1513. A Leo evidentemente le gustó la música de Mouton, al que le recompensó con un título honorífico con motivo de un motete que compuso para el Papa en 1515; el Papa hizo este premio durante una reunión en Bolonia entre el rey francés y el Papa después de la batalla de Marignano. Este viaje a Italia fue el primero, y probablemente el único, que Mouton hizo fuera de Francia.
En algún momento entre 1517 y 1522 el teórico de la música suizo Heinrich Glarean se reunió Jean Mouton, y le elogió efusivamente; él escribió que "toda persona tiene copias de su música." Glarean utilizó varios ejemplos de la música de Mouton en su influyente tratado, el Dodecachordon.
Mouton puede haber sido el editor del manuscrito iluminado conocido como el Medici Codex, una de las principales fuentes originales de la época, que era un regalo de bodas para Lorenzo de Médici, que fue duque de Urbino.
Se considera muy probable, pero no demostrado, que Mouton que estaba a cargo de la elaboración de las festividades musicales por los franceses en la reunión entre Francisco I de Francia y Enrique VIII en el ``campo de la tela de oro``, basado en la similitud de las festividades cinco años antes, después de la Batalla de Marignano.
Cerca del final de su vida, Mouton se trasladó a Saint-Quentin, donde pudo haber sido un canon, para hacerse cargo de Loyset Compère que murió en 1518. Mouton murió en Saint-Quentin y está enterrado allí.

## Música e influencia
Mouton fue muy influyente como compositor y como profesor. De su música se conservan 9 Magnificat, 15 misas, 20 canciones y más de 100 motetes. Por el hecho de haber sido nombrado compositor de la corte francesa el porcentaje de su música que nos ha llegado es relativamente alto para el período. El famoso editor Ottaviano Petrucci imprimió un volumen dedicado íntegramente a las misas de Mouton.
El estilo de la música de Mouton tiene similitudes superficiales con el de Josquin des Prez, vinculados mediante la imitación, técnicas canónico, y la igualdad de voces polifónicas escritas: Mouton todavía tiende a escribir rítmicamente y textualmente uniforme en comparación con la música de Josquin, con todas las voces cantando, y con relativamente poco contraste textual. Glarean caracterizó el estilo melódico de Mouton con la frase "las corrientes de su melodía en un hilo flexible".
Alrededor de 1500, Mouton pareció volverse más consciente de la sensación de la armonía y los acordes, probablemente debido a su encuentro con la música italiana. En cualquier caso se trataba de un período de transición entre el pensamiento puramente lineal en la música, en la que los acordes eran sucesos accidentales, como resultado de la correcta utilización de los intervalos, y la música en la que el elemento era todo armónico.
Mouton fue un buen artesano musical a lo largo de su vida, muy apreciada por sus contemporáneos y muy demandada por sus clientes. Su música fue reimpresa y siguió atrayendo a otros compositores, incluso más tarde en el siglo XVI, especialmente dos motetes de Navidad: Noë, noë psallite noë, y Quæramus cum pastoribus, que varios compositores utilizaron más tarde como base para sus misas.

## Lista de obras
Misas y fragmentos de misas.
1. Missa "Alleluia"
2. Missa "Alma redemptoris mater"
3. Missa "Argentum et aurum (perdido)"
4. Missa "Benedictus Dominus Deus"
5. Missa "Dictes moy toutes vos pensées"
6. Missa "Ecce quam bonum"
7. Missa "Lo serai je dire"
8. Missa "Faulte d'argent"
9. Missa "l'Homme armé"
10. Missa "Quem dicunt homines"
11. Missa "Regina mearum"
12. Missa "sans candence"
13. Missa sine nomine 1 (sin nombre)
14. Missa sine nomine 2 (sin nombre)
15. Missa "tu es Petrus"
16. Missa "Tua est potentia"
17. Missa "Verbum bonum"
18. Credo (fragmento)

Motetes (selectos)
1. Antequam comedam suspiro
2. Ave Maria - virgo serena de cinco voces, en dos partes.
3. Benedicam Dominum
4. Exalta Regina Galliae (escrita para celebrar la victoria de Francia en la batalla de Marignano, 13, 14 de septiembre de 1515)
5. Missus est Gabriel
6. Nesciens mater de ocho voces.
7. Non nobis Domine (escrita para el cumpleaños de la Princesa Renée el 25 de octubre de 1510)
8. O Maria piissima; Quis dabit oculis nostris (para la muerte de la Reina Anna, el 9 de enero de 1514)
9. Quaeramus cum pastoribus de cuatro voces en dos partes.

Canciones (selectas)
1. La la la l'oysillon du bois
2. Qui ne regrettroit le gentil Févin (Lamento por la muerte de Févin 1511-1512).